# Station Szydłowiec Śląski
Station Szydłowiec Śląski is een spoorwegstation in de Poolse plaats Szydłowiec Śląski.